# Gai Sicini (tribú 449 aC)
Gai Sicini (en llatí: Caius Sicinius) va ser tribú de la plebs l'any 449 aC després de la secessió dels plebeus de l'Aventí i l'abolició del decemvirat. Titus Livi el considera un descendent del tribú de la plebs Luci Sicini Bel·lut.